# Еоль-ан-Бос
Еоль-ан-Бос (фр. Éole-en-Beauce) — муніципалітет у Франції, у регіоні Центр — Долина Луари, департамент Ер і Луар. Еоль-ан-Бос утворено 1 січня 2016 року шляхом злиття муніципалітетів Беньоле, Фен-ла-Фолі, Жерміньонвіль i Віабон. Адміністративним центром муніципалітету є Віабон. Населення — 1242 особи (01.01.2021).

## Історія
1 січня 2019 року до Еоль-ан-Бос приєднано муніципалітет Вільо.